# بايدو
بايدو (بالإنجليزية: Baidu)‏ (بالصينية: 百度) هو محرك بحث صيني انطلق يوم 18 يناير 2000. وهو المصنف رقم واحد في الصين والثالث عالمياً حسب عدد الزيارات حسب تصنيف أليكسا، حيث يمكن هذا الموقع من البحث في أكثر من 57 تصنيف مختلف، منها الصور، الفيديو، الأخبار والوثائق وغيرها الكثير. قام بإنشاء موقع بايدو الصينيان روبن لي وإريك تشو، وكلاهما درسا خارج الصين قبل العودة إليها بشهادات عليا حيث أسسا شركة بايدو. وفي سنة 2007، صارت شركة بايدو أول شركة صينية تُسَجل في بورصة نازداك الأمريكية.واتخذ بايدو كشعار له، بايدو يعرف الصينيين أفضل، أو أفضل من غيره، مشيراً بذلك إلى منافسيه الذين يعملون أساساً من قارات بعيدة عن الصين كجوجل.
اسم بايدو مأخوذ من اللغة الصينية القديمة وحسب روبن لي، فإن هذا الاسم قد اقتُبِس من شِعر لتشين كيجي وهو كاتب صيني معروف والكلمة تعنى البحث المستمر عن المثالية.

## بايدو اليوم
يحتل بايدو المرتبة الأولى في محركات البحث في الصين حسب موقع أليكسا، والمنافسة الشرسة ضد المواقع الأخرى لم تكن أبدا سهلة، فقد حاول بايدو أن يظهر نوعاً ما شبيهاً بموقع جوجل وخفف من استخدام الألوان واعتمد على الكتابة الصينية حتى يلائم الجو الذي يُستخدَم فيه.
بايدو اليوم يتْبَع أوامر وزارة الأمن الصينية (公安部信息网络安全) في تحليل الأسئلة والأجوبة. فمثلا من 28 أبريل إلى 3 مايو 2008، كل البحوث التي كانت تتعلق ب"家乐福" (متاجر كارفور) كانت تعطي 0 نتيجة. وذلك بسبب ما حدث في فرنسا (الجنسية الأصلية لمحلات كارفور) عقِب محاولة إطفاء شعلة الألعاب الأولمبية سنة 2008.

## بايدو في اليابان
دخل بايدو اليابان منذ ديسمبر 2006. وانطلق موقع بايدو اليابان منذ 20 مارس 2007. بفضل تقنياته العالية في تحليل النصوص وفهمها، تمكن بايدو من كسب ثقة العديد في الصين واليابان وكوريا. ولم يكن غريباً أن ينجح بايدو في اليابان، وفي ديسمبر 2010، بايدو كان يحتل الرتبة 266 في اليابان، و4155 في العالم حسب أليكسا.
موقع بايدو الياباني حاليا ممنوع في الصين، وذلك بسبب عدم تنقيحه للبحوث بإزالة المواقع الإباحية اليابانية.

## بايدو بايكي
في مايو 2006، أطلق موقع بايدو، خدمة بايدو بايكي (بالإنجليزية: Baidu Baike)‏ الشبيهة بويكيبديا. بايدو بيك مراقب بشكل دقيق من طرف الحكومة الصينية حتى لا يقدم معلومات تسيء إلى المجتمع الصيني.
في سبتمبر 2009، عدد مقالات بايدو بيك تجاوز المليون ونصف، مقابل ثلاثة ملايين مقالة في هودونج، و270 ألف مقالة في ويكبيديا الصيني.
كان موقع ويكيبديا جد منتشر وسط المجتمع الصيني إلى أن تم منعه سنة 2005.
عدد مقالات بايدو بيك في 5 ديسمبر 2010 وصل 2,878,123 مقالة. ويسمح الموقع للأعضاء المسجلين فقط بإضافة أو تعديل المقالات بالإضافة إلى:
- إمكانية تحميل صور في المقالات بسعة أقل من 2 ميجا بايت للصورة الواحدة.
- عدم نشر مقالات لا أخلاقية أو تسيء إلى دولة ما.
- التدقيق في المقالات العرقية والدينية والإدارية.

## خدمات بايدو
هذه قائمة ببعض الخدمات التي يقدمها موقع بايدو:
- بحث في الانترنت
- خرائط بايدو (http://map.baidu.com)
- أخبار بايدو
- بايدو يعرف (يقدم خدمة الأسئلة والأجوبة كما في إجابات جوجل)
- بحث MP3 بايدو
- بحث في الصور لبايدو
- بحث في الفيديو
- بايدو سبيس (شبيه بفيس بوك وهو موقع اجتماعي صيني) http://hi.baidu.com
- بايدو بيك (انظر أعلاه) http://baike.baidu.com
- البحث عن الرمز البريدي
- دليل مواقع
- ألعاب بايدو
- قاموس بايدو
- أفلام بايدو (أو شاشة بايدو)
- برنامج الحماية
- بايدو ديسكفري